# Arriva Východní Čechy
ARRIVA VÝCHODNÍ ČECHY a.s., do června 2013 Veolia Transport Východní Čechy a.s., do konce srpna 2008 CONNEX Východní Čechy a. s., do května 2002 ČSAD AUTOBUSY CZ Chrudim a. s. byla do prosince 2021 dopravní společností holdingu ARRIVA TRANSPORT ČESKÁ REPUBLIKA a.s. skupiny Arriva, dříve holdingu Veolia Transport Česká republika a. s., který byl součástí nadnárodní skupiny Veolia Transport. Provozovala autobusovou dopravu zejména v Královéhradeckém, Pardubickém a Středočeském kraji a v kraji Vysočina.
V roce 2011 společnost provozovala 310 autobusů a 246 autobusových linek a zaměstnávala 423 lidí, z toho 377 řidičů. Za rok 2010 vykázala 14,134 milionu přepravených osob.
Na jaře 2013 se celá Veolia Transport Central Europe stala součástí skupiny Arriva. K 1. červenci 2013 došlo k přejmenování firem a náhradě loga Veolia Transport logem Arriva; design vozidel se má měnit průběžně s obměnou vozového parku, nemá dojít k zásadním změnám ve vedení společností.
K 1. červnu 2017 byla ke společnosti připojena dosavadní společnost OSNADO spol. s r.o. Po sloučení tak má provozovny: Hradec Králové, Nové Město nad Metují, Chrudim, Pardubice, Chotěboř, Čáslav, Kolín, Trutnov (sídlo dispečinku pro okres Trutnov), Svoboda nad Úpou.
K 12. prosinci 2021 byla společnost ARRIVA VÝCHODNÍ ČECHY a.s. přejmenována na název ARRIVA autobusy a.s., na 1. leden 2022 bylo avizováno zrušení společnosti ARRIVA MORAVA a.s. fúzí se společností ARRIVA autobusy a.s.

## Historie
K začátku roku 1994 byla založena společnost ČSAD BUS Chrudim a.s., která vznikla privatizací osobní dopravy dopravních závodů Hradec Králové (501, provozovny Chlumec nad Cidlinou, Nový Bydžov), Chotěboř (507, provozovny Havlíčkův Brod, Ledeč nad Sázavou, Světlá nad Sázavou, Habry), Chrudim (508, provozovny Hlinsko, Skuteč) a Pardubice (509, provozovny Přelouč, Holice v Čechách) podniku ČSAD KNV Hradec Králové (vymazána byla 12. července 2013). K začátku roku 1994 vznikla privatizací státního podniku ČSAD Kutná Hora s.p. (vzniklého z bývalého dopravního závodu 112 ČSAD KNV Praha n. p., provozovny Čáslav a Uhlířské Janovice) společnost ČSAD Kutná Hora a.s., ta v roce 1998 přesídlila z Chrudimi do Čáslavi. V roce 2001 byly autobusové sekce obou společností spojeny do nové společnosti ČSAD AUTOBUSY CZ Chrudim a.s. K 19. září 2012 bylo do obchodního rejstříku zapsáno, že jediným akcionářem společnosti ČSAD Kutná Hora a.s. je ČSAD BUS Chrudim a.s., již valná hromada 4. května 2012 konstatovala, že je podílem 92,17996 % hlavním akcionářem, a rozhodla o převodu zbylých akcií na hlavního akcionáře.
Společnost ČSAD AUTOBUSY CZ Chrudim a. s. byla zapsána do obchodního rejstříku 1. ledna 2001. 29. května 2002 se švédská společnost Connex Transport AB stala jediným akcionářem dosavadní společnosti ČSAD AUTOBUSY CZ Chrudim a. s. a téhož dne ji přejmenovala na CONNEX Východní Čechy a. s. Od 11. října 2005 se jejím vlastníkem stal Connex Czech Holding a. s., od 31. května 2006 Veolia Transport Česká republika a. s. Od 1. července 2008 k ní byla připojena zanikající společnost Městská autobusová doprava Kolín, s. r. o. Od 1. září 2008 má být CONNEX Východní Čechy a. s. přejmenována na Veolia Transport Východní Čechy a. s. Generálním ředitelem je Ing. Petr Seidner (8/2006).
Městský dopravní podnik Městská autobusová doprava Kolín, s. r. o. začal provozovat městskou dopravu v Kolíně 1. října 1995. 12. září 2005 se novým dominantním vlastníkem stala CONNEX Východní Čechy a. s., která 95 % podílu koupila od města Kolína, zbylých 5 % si město ponechalo. Generálním ředitelem byl František Martínek (8/2006). Od 23. února 2007 město ponechalo Connexu stoprocentní podíl. Od 1. července 2008 společnost zanikla fúzí se svým vlastníkem. 
K 1. září 2011 se Veolia Transport Východní Čechy stala jediným akcionářem společnosti ORLOBUS a. s. Orlobus má zatím nadále provozovat dopravu pod svým původním jménem a v dosavadním rozsahu. Kromě regionální dopravy provozuje i 4 dálkové linky z různých míst regionu Orlických hor do Prahy a má 51 autobusů a 104 zaměstnanců, z toho 70 řidičů. K 1. červenci 2012 společnost ORLOBUS a.s. zanikla fúzí se společností Veolia Transport Východní Čechy.

## Autobusová doprava
Veolia Transport Východní Čechy a. s. má provozovny Čáslav, Hradec Králové, Chrudim, Chotěboř a Pardubice.
Provozuje městskou autobusovou dopravu ve městech 
- Chrudim, 7 linek (1–8 kromě 6, licenční čísla 62500x)
- Kutná Hora, 6 linek (1–7 kromě 6, licenční čísla 24500x), Středočeská integrovaná doprava (SID) a Touristbus, linku č. 6 (245006) se zvláštním tarifem.
- Čáslav, linka 245040, Středočeská integrovaná doprava (SID)
- Přelouč, linka 655101 (nový provoz od 1. 12. 2009)

Dopravce dále provozuje 
- regionální dopravu v oblasti Východních Čech
- 7 dálkových linek z Hradce Králové (do Brna, Luhačovic, Znojma, Pece pod Sněžkou a Prahy, Českých Budějovic, Teplic, Liberce).
- 3 cyklobusové linky (Havlíčkobrodsko a Pardubicko)
- 2 veřejné a 3 zvláštní linky skibusu

Městská autobusová doprava Kolín, s. r. o. (MAD Kolín) vlastnila 20 autobusů a zaměstnávala 39 pracovníků (informace z webu 8/2006). Provozovala 9 linek MHD v Kolíně (1–10 kromě 9). Od 1. ledna 2006 zavedla nové označovací strojky akceptující čipové karty. Městská doprava je začleněna do Středočeské integrované dopravy (SID). V roce 2016 měla MHD Kolín 13 linek: 1 - 6, 9 - 13, 22, 30. Od té doby ale prošla proměnou; více informací se nachází na stránce Městská autobusová doprava ve Středočeském kraji.
Dceřiná společnost Orlobus a. s. k 1. září 2011 provozovala veřejnou linkovou autobusovou dopravu v oblasti Orlických hor, přibližně v území ohraničeném městy Náchod, Jaroměř, Hradec Králové, Rychnov nad Kněžnou a Deštné v Orlických horách, a 4 dálkové linky z různých míst této oblasti do Prahy.

## Krize v roce 2009
Dne 17. července 2009 vytvořili čtyři dopravci (OSNADO spol. s r. o., ČSAD Semily a. s., Veolia Transport Východní Čechy a. s., Orlobus a. s.) „Sdružení dopravců Královéhradeckého kraje“, jehož deklarovaným cílem bylo bránit se způsobu, jakým kraj a organizace OREDO chtěly od 1. září 2009 rozšiřovat integrovaný systém IREDO a optimalizovat autobusovou dopravu v kraji. Poté, co kraj optimalizaci a integraci odložil na termín 13. prosince 2009 a předtím ještě snížil svou objednávku výkonů od společnosti OSNADO asi o 20 % a výkony na těchto linkách si objednal u tří jiných dopravců, nečlenů Sdružení, bylo 1. září 2009 bylo oznámeno, že ČSAD Semily a. s. vystoupila ze Sdružení dopravců Královéhradeckého kraje a rozhodla se dále jednat samostatně; 3. září 2009 pak oznámili vystoupení ze sdružení a jeho zánik i zbylí tři členové.